# Formosia bracteata
Formosia bracteata là một loài ruồi trong họ Tachinidae.